# Tectonophysics
Tectonophysics, The International Journal of Geotectonics and the Geology and Physics of the Interior of the Earth est une revue scientifique bimensuelle à comité de lecture publiée par Elsevier. Créée en 1964, elle couvre tous les champs liés à la tectonophysique, parmi lesquels la cinématique, la structure, la composition et la dynamique de la Terre solide à toutes les échelles.

## Organisation
Les rédacteurs en chef sont Samuel Angiboust (École normale supérieure de Lyon, France) Ramon Carbonell (Conseil supérieur de la recherche scientifique, Espagne), Lin Chen (Académie des sciences, Chine), Claire Currie (Université d'Alberta, Canada), Gregory Houseman (Université de Leeds, Royaume-Uni) et Gideon Rosenbaum (Université du Queensland, Australie).

## Indexation
Cette revue est indexée dans plus de cinquante bases de données, dont Current Contents, GeoRef, Inspec, Scopus et Web of Science.

## Articles notables
Selon le Journal Citation Reports, Tectonophysics a un facteur d'impact de 3,66 en 2021.
Les trois articles les plus cités avant septembre 2011 sont :
- Sengör et Yilmaz, « Tethyan evolution of Turkey: A plate tectonic approach », Tectonophysics, vol. 75,‎ 1981, p. 181–190, 193–199, 203–241 (DOI 10.1016/0040-1951(81)90275-4, Bibcode 1981Tectp..75..181S)
- J. Dercourt, L.P. Zonenshain, L.-E. Ricou, V.G. Kazmin, X. Le Pichon, A.L. Knipper, C. Grandjacquet, I.M. Sbortshikov, J. Geyssant, C. Lepvrier, D.H. Pechersky, J. Boulin, J.-C. Sibuet, L.A. Savostin, O. Sorokhtin, M. Westphal, M.L. Bazhenov, J.P. Lauer, B. Biju-Duval, « Geological evolution of the Tethys belt from the Atlantic to the Pamirs since the LIAS », Tectonophysics, vol. 123,‎ 1986, p. 241–315 (DOI 10.1016/0040-1951(86)90199-X, Bibcode 1986Tectp.123..241D)
- Lepichon et Angelier, « Hellenic arc and trench system — Key to the neotectonic evolution of the eastern Mediterranean », Tectonophysics, vol. 60,‎ 1979, p. 1–42 (DOI 10.1016/0040-1951(79)90131-8, Bibcode 1979Tectp..60....1P)